# Olios fulvithorax
Olios fulvithorax là một loài nhện trong họ Sparassidae.
Loài này thuộc chi Olios. Olios fulvithorax được Lucien Berland miêu tả năm 1924.